# Феджелем, Клейтон
Клейтон Дэниел Феджелем (англ. Clayton Daniel Fejedelem, 2 июня 1993, Нью-Ленокс, Иллинойс) — профессиональный американский футболист, сэйфти клуба НФЛ «Майами Долфинс». На студенческом уровне выступал за команду Иллинойсского университета в Урбане-Шампейне.

## Биография
Клейтон Феджелем родился 2 июня 1993 года в Нью-Леноксе в штате Иллинойс. Он окончил старшую школу города Лемонт, выступал за её команды по футболу, борьбе и лакроссу. В 2010 году Феджелем был включён в символическую сборную звёзд штата Иллинойс.

### Любительская карьера
В 2011 и 2012 годах он учился в католическом университете святого Ксаверия в Чикаго. В составе его футбольной команды Феджелем выиграл чемпионский титул NAIA в 2011 году. Весной 2013 года он перешёл в Иллинойский университет, после чего пропустил один сезон в соответствии с правилами NCAA.
В NCAA Феджелем выступал в сезонах 2014 и 2015 годов. За два года он провёл за команду 25 матчей, во втором из сезонов был игроком стартового состава и одним из её капитанов. По итогам сезона 2015 года он стал лучшим в конференции Big Ten по среднему количеству захватов за игру, его признали Игроком года в защите в составе «Иллинойса». В мае 2015 года Феджелем получил степень бакалавра в области коммуникаций.

#### Статистика выступлений в NCAA
| Сезон | Команда                 | Игры | Захваты | Захваты | Захваты | Захваты | Захваты | Перехваты | Перехваты | Перехваты | Перехваты | Перехваты | Фамблы | Фамблы | Фамблы | Фамблы |
| Сезон | Команда                 | Игры | Solo    | Ast     | Tot     | Loss    | Sk      | Int       | Yds       | Y/R       | TD        | PD        | FR     | Yds    | TD     | FF     |
| ----- | ----------------------- | ---- | ------- | ------- | ------- | ------- | ------- | --------- | --------- | --------- | --------- | --------- | ------ | ------ | ------ | ------ |
| 2014  | Иллинойс Файтин Иллайни | 13   | 27      | 22      | 49      | 1,0     | 0,0     | 0         | 0         | 0,0       | 0         | 2         | 1      | 0      | 0      | 0      |
| 2015  | Иллинойс Файтин Иллайни | 12   | 74      | 66      | 140     | 4,5     | 0,0     | 2         | 18        | 9,0       | 0         | 7         | 0      | 0      | 0      | 1      |
| Всего | Всего                   | 25   | 101     | 88      | 189     | 5,0     | 0,0     | 2         | 18        | 9,0       | 0         | 9         | 1      | 0      | 0      | 1      |

### Профессиональная карьера
Перед драфтом НФЛ 2016 года отмечалась эффективность Феджелема на захватах, его агрессивный менталитет и физическую силу. Главным недостатком игрока называли ограниченную подвижность, из-за которой снижалась эффективность игры в прикрытии против пасового нападения. Ему прогнозировали выбор в седьмом раунде и роль запасного игрока на начальном этапе карьеры.
На драфте Феджелем был выбран клубом «Цинциннати Бенгалс» в седьмом раунде под общим 245-м номером. В мае 2016 года он подписал четырёхлетний контракт на общую сумму около 2,4 млн долларов. Дебютный сезон он провёл в статусе дублёра, в основном выходя на поле в составе специальных команд. В 2017 году он сыграл пять матчей на месте стартового стронг сэйфти, сделав 22 захвата и перехват.
В матче первой игровой недели регулярного чемпионата 2018 года против «Индианаполиса» Феджелем форсировал фамбл и занёс 83-ярдовый тачдаун на возврате. В регулярном чемпионате он был одним из ключевых игроков специальных команд, выходивших на поле при пробитии начальных ударов и пантов. В сезоне 2019 года Феджелем не выходил на поле в стартовом составе, сыграв 112 снэпов в защите и 379 в составе специальных команд, был их капитаном. После окончания сезона он получил статус свободного агента. Всего за четыре года в составе «Бенгалс» он провёл 695 снэпов в защите и 1 441 снэп в составе специальных команд.
В марте 2020 года Феджелем подписал трёхлетний контракт на сумму 8,55 млн долларов с клубом «Майами Долфинс».

#### Статистика выступлений в НФЛ

##### Регулярный чемпионат
| Сезон | Команда            | Игры | Захваты | Захваты | Захваты | Захваты | Захваты | Перехваты | Перехваты | Перехваты | Перехваты | Перехваты | Фамблы | Фамблы | Фамблы | Фамблы |
| Сезон | Команда            | Игры | Solo    | Ast     | Tot     | Loss    | Sk      | Int       | Yds       | Y/R       | TD        | PD        | FR     | Yds    | TD     | FF     |
| ----- | ------------------ | ---- | ------- | ------- | ------- | ------- | ------- | --------- | --------- | --------- | --------- | --------- | ------ | ------ | ------ | ------ |
| 2016  | Цинциннати Бенгалс | 16   | 7       | 3       | 10      | 1       | 0,0     | 0         | 0         | 0,0       | 0         | 0         | 0      | 0      | 0      | 0      |
| 2017  | Цинциннати Бенгалс | 16   | 34      | 23      | 57      | 0       | 0,0     | 1         | 5         | 5,0       | 0         | 2         | 0      | 0      | 0      | 0      |
| 2018  | Цинциннати Бенгалс | 16   | 23      | 12      | 35      | 0       | 0,0     | 0         | 0         | 0,0       | 0         | 0         | 2      | 72     | 1      | 1      |
| 2019  | Цинциннати Бенгалс | 16   | 13      | 2       | 15      | 0       | 0,0     | 0         | 0         | 0,0       | 0         | 0         | 0      | 0      | 0      | 0      |
| 2020  | Майами Долфинс     | 13   | 6       | 4       | 10      | 0       | 0,0     | 0         | 0         | 0,0       | 0         | 0         | 1      | 0      | 0      | 1      |
| Всего | Всего              | 77   | 83      | 44      | 127     | 1       | 0,0     | 1         | 5         | 5,0       | 0         | 2         | 3      | 72     | 1      | 2      |